# 台湾教育令
台湾教育令（たいわんきょういくれい、旧字体：臺灣敎育令）は、日本統治時代の台湾において同地の教育を包括的に規定した勅令。
台湾総督府が教育を実施・監督するにあたり、その特殊な環境条件を考慮して制定・公布された。

## 第一次台湾教育令

### 概要
6章32条からなる。第一次台湾教育令の公布前（1895年（明治28年）5月から1919年（大正8年））の台湾では、日本人の教育は日本内地の法令に基づいて行われていたが、台湾人の教育は台湾総督府の公布した学校官制、学校規則および学校令に基づいて行われるだけで、十分な学校制度とはいえなかった。
第一次台湾教育令の公布によって各段階の教育機関の系統が整ったが、台湾教育令の対象は、台湾人のみであり、日本人と台湾人では制度が異なるという点では公布前と変わらず、台湾人の教育は同学年の日本人の学校よりも依然として低い水準であった。
教育ニ関スル勅語の趣旨に基づき、忠良な国民を育成することを本義とし（第2条）、教育を「普通教育」・「実業教育」・「専門教育」・「師範教育」の4つに分けて規定している。

### 普通教育
身体の発達に留意し徳育を施し普通の知識・技能を授け国民（日本人）として性格を涵養し、国語（日本語）を普及させる。
公学校
修業年限を6年（短縮可）、入学資格を7歳以上の者とする。官立（国立）か公立に限る。
高等普通学校
修業年限を4年、入学資格を修業年限6年の公学校を卒業した者とする。官立（国立）か公立に限る。
女子高等普通学校
修業年限を3年（男子より1年短い）、入学資格を修業年限6年の公学校を卒業した者とする。修業年限3年以内の実科の設置が可能。官立（国立）か公立に限る。

### 実業教育
農業・工業・商業その他の実業に関する知識・技能を授ける。
実業学校
修業年限を3年または4年、入学資格を修業年限6年の公学校を卒業した者とする。
簡易実業学校
修業年限と入学資格は台湾総督が定める。
専門教育
高等の学術・技芸を授ける。
専門学校
- 官立（国立）に限る。
- 修業年限を3年または4年とし、入学資格をその専門学校予科を修了した者または高等普通学校を卒業した者とする。
- 修業年限3年または4年の予科を設置することができる。予科の入学資格は修業年限6年の公学校を卒業した者とする。

### 師範教育
公学校の教員となる者を養成する。
師範学校
- 官立（国立）に限る。
- 予科 - 修業年限を1年、入学資格を修業年限6年の公学校を卒業した者とする。
- 本科 - 修業年限を4年、入学資格を師範学校予科の修了者とする。

公学校教員講習所
修業年限を1年とし、入学資格については台湾総督が定める。
高等普通学校師範科・女子高等普通学校師範科
公学校の教員養成を目的とし、修業年限を1年、入学資格を高等普通学校・女子高等普通学校の卒業者とする。
官立（国立）または公立実業学校師範科
簡易実業学校の教員の養成を目的とし、修業年限を1年、入学資格を実業学校を卒業した者とする。

### 学校の名称
学校の名称が以下の通りに改められた。
- 台湾公学校 --- 公学校
- 台湾公立中学校 --- 高等普通学校
- 台湾総督府国語学校附属女学校 --- 女子高等普通学校
- 台湾総督府医学校 --- 専門学校
- 台湾総督府国語学校公学師範部乙科 --- 師範学校

## 第二次台湾教育令
1922年（大正11年）2月6日、新たな台湾教育令が公布された。同年4月1日に施行され、これにより第一次台湾教育令は廃止された。

### 概要
全27条からなる。田健治郎総督の同化政策の下で行われ、台湾教育令の対象を、台湾における教育（第1条）とし、初等教育から高等教育に至るまで全て日本人と台湾人が同一の教育制度の下で行われるようになった。ただし国語（日本語）を常用により初等教育を区分し、国語（日本語）を常用する児童（日本籍と一部の台湾人）は小学校に、国語（日本語）を常用しない児童は（日本籍と大部分の台湾人）公学校に入学する。中等学校以上は、内地の中学校令等によるとされ、国語（日本語）を常用する日本人と台湾人がともに学ぶ日台共学制度が実施された。

### 主な変更点
- 国語（日本語）を常用する台湾人への初等教育は小学校令によって小学校で行う[1]。
- 国語（日本語）を常用しない台湾人への初等教育は公学校で行う。また公学校の修業年限・入学資格等を小学校に合わせる[1]。
  - 入学資格を6歳以上の者とする。
  - 高等科（修業年限2年）・補習科を設置することができる。
  - 公学校（修業年限6年）は尋常小学校、公学校高等科（修業年限2年）は高等小学校と同等になる。
- 高等普通教育は中学校令・高等女学校令および高等学校令に従うこととし、高等普通学校・女子高等普通学校の名称が廃止される。
- 実業教育は実業学校令に従う。
- 専門教育は専門学校令に従う。
- 大学教育とその予備教育に関する規定が新しく設けられ、大学令に従うこととする。
- 師範学校 - 官立（国立）または公立（州立または庁立に限る）とする。
  - 小学校教員を養成する小学師範部、公学校教員を養成する公学師範部を設置。
  - 修業年限に関して、男子を6年（普通科5年・演習科1年）、女子を5年（普通科4年・演習科1年）とする。
  - 入学資格に関して、普通科は尋常小学校の卒業者とし、演習科は普通科の修了者・中学校卒業者・修業年限4年の高等女学校卒業者とする。
  - 研究科か講習科の設置が可能。
  - 附属小学校・附属公学校を設置する。特別な事情がある場合は公立小学校・公立公学校を代用できる。
  - 官立・州立・庁立の中学校または高等女学校に師範学校の演習科か講習科を附置することができる。

### 一部改正
- 1933年（昭和8年）- （昭和8年勅令第24号）　師範学校の就学期間の延長
- 1935年（昭和10年）- （昭和10年勅令第45号）　実業補習教育について特例を設けることができる規定の新設
- 1941年（昭和16年）3月6日 -国民学校令の公布による一部改正（昭和16年勅令第255条） 
  - 同年4月19日から台湾でも皇民化教育を開始し、台湾人を徹底的に日本人化させた。
  - 小学校令を国民学校令に、尋常小学校・公学校を国民学校初等科に、高等小学校・公学校高等科を国民学校高等科に変更。ただし台湾総督は特殊な事情により特例を設けることができる（第11条第2項）規定に基づき、台湾公立国民学校規則（昭和16年台湾総督府令第47号）第2条により児童の就学に関する規定を適用せず、義務教育制度は実施しなかった。
- 1943年（昭和18年）- 中等学校令の公布による一部改正（昭和18年勅令第114号）
  - 中学校令を中等学校令の中学校に関する部分に変更。
  - 高等女学校令を中等学校令の高等女学校に関する部分に変更。
  - 実業学校令を中等学校令の中にある実業学校に関する部分に変更。
  - 台湾公立国民学校規則（昭和18年台湾総督府令第45号）第1条による国民学校令の不適用から、第8条（児童の就学に関する規定）を除外し、昭和18年に4月1日に6歳になる者から、義務教育制度を実施することになった。ただし、第2条による変更適用で、義務教育は6年とされた（国民学校令では、実施されなかったが義務教育を6年から8年に延長するとなっていた）。また授業料の徴収は継続されていた。

## 実効性喪失
日本がポツダム宣言を受諾し台湾への実効支配が終了したことにより実効性喪失したという見解と、1952年（昭和27年）4月28日 の 日本国との平和条約（昭和27年条約第5号）発効により失効という見解があるが、国立国会図書館の日本法令索引に従い、実効性喪失とする。